# Mulay Yúsuf
Muley Yúsuf fue un sultán de Marruecos, comendador de los creyentes (Mequinez, 1882-Fez, 1927), miembro de la dinastía alauí. Fue el quinto de los hijos del sultán Hasan I y su quinta esposa, Lalla Ruqiya. Fue también el padre de Mohamed V.

## Biografía
Sucedió a su hermano Abd al-Hafid en 1912, cuando éste se vio obligado a abdicar tras el Tratado de Fez que convirtió a Marruecos en un protectorado francés y aceptó el tratado franco-español delimitando las dos zonas de influencia y estableciendo la autoridad del jalifa en Tetuán.
Su reinado estuvo marcado por las frecuentes revueltas contra la ocupación franco-española, destacando entre ellas el levantamiento bereber conducido por Abd el-Krim en el territorio del Rif.
Para asegurar su propia seguridad, trasladó la capital de Fez a Rabat.
Le sucedió su hijo Mohamed V en 1927.

## Distinciones honoríficas

### Distinciones honoríficas marroquíes
- Gran maestre de la Orden Alauí.

### Distinciones honoríficas españolas
- Caballero gran cruz de la Orden de Isabel la Católica.